# Гистасп Бактриец
Гистасп (др.-перс. Vištāspa, IV век до н. э.) — персидский военачальник.
Гистасп был родственником царя Дария III и мужем внучки Артаксеркса III. По предположению Г. Берве, его предком мог быть упомянутый Диодором Сицилийским одноимённый сын Ксеркса I, с чем однако не согласился П. Бриан.
По свидетельству Квинта Курция Руфа, Гистасп «командовал большой армией». По версии канадского учёного В. Хеккеля, он в качестве начальника регионального отряда принимал участие в битве при Гавгамелах, произошедшей в 331 году до н. э. После гибели Дария в следующем году Гистасп и его жена попали в полон к македонянам. Среди персидских пленниц Александр Македонский обратил внимание на красивую и скромную женщину, которая была «печальнее других». На заданный вопрос она ответила, что является дочерью сына Артаксеркса Оха и женой Гистаспа. Из уважения к имени Артаксеркса III македонский царь не только освободил его внучку, вернув и имущество, но приказал разыскать и отпустить также мужа.
По замечанию В. Хеккеля, возможно, именно об этом Гистаспе упоминал Арриан, рассказывая о вновь созданной пятой гиппархии конницы, состоявшей частично из представителей восточных народов. В неё, по словам Арриана, зачислялись воины, выделявшиеся знатностью, красотой или другим достоинствами, в том числе сыновья Мазея, Фратаферна, Оксиарта. Командиром этого нового подразделения был назначен бактриец Гистасп.